# جوان وايز
جوان وايز (بالإنجليزية: Joanne Wise)‏ هي منافسة ألعاب القوى بريطانية، ولدت في 15 مارس 1971 في سوليهل في المملكة المتحدة.

## وصلات خارجية
- جوان وايز على موقع الاتحاد الدولي لألعاب القوى (الإنجليزية)
- جوان وايز على موقع ThePowerOf10.info (الإنجليزية)
- جوان وايز على موقع أوليمبيديا (الإنجليزية)
- جوان وايز على موقع اتحاد ألعاب الكومنولث (مؤرشف) (الإنجليزية)